# Krasice (województwo śląskie)
Krasice – wieś w Polsce położona w województwie śląskim, w powiecie częstochowskim, w gminie Mstów.

## Toponimia
Miejscowość była wzmiankowana w 1411 roku w formie Crasziczice. Pierwotna nazwa Krasicice została utworzona przez dodanie sufiksu -ice do nazwy osobowej *Krasica, wywodzącej się od nazwy pospolitej krasa, czyli ‘piękno, uroda; ozdoba; kolor, barwa (zwłaszcza jaskrawa, czerwona)’. Od XVIII wieku nazwa występuje wyłącznie w postaci Krasice.

## Historia

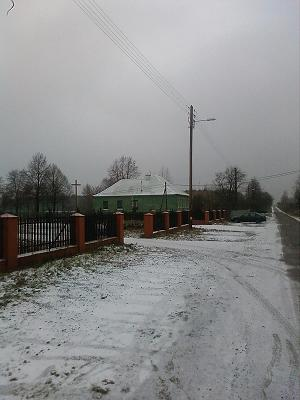
Szkoła w Krasicach

Pierwsze wzmianki o Krasicach pochodzą z końca XV wieku. Niemniej, w okolicach Krasic wskazano istnienie trzech osad, datowanych na okres neolitu (niestety, brak dokładnej lokalizacji). Tę najstarszą falę osadnictwa można wiązać z eksploatacją krzemienia. Odnaleziono również osady z epoki żelaza: epoki przeworskiej i halsztackiej. Miejscowość Krasice odnotowano wspólnie z Wancerzowem i Rajskiem-młynem w materiałach Sejmu Wielkiego (1788–1792) oraz mapie de Perthesa.
W 1793 roku wieś dostała się pod zabór pruski. 17 grudnia tego roku król pruski Fryderyk Wilhelm III nadał Krasice, wraz z kilkunastoma okolicznymi dobrami, w ręce ks. Ludwika Wirtemberskiego. Tenże, już w 1799 roku, sprzedał te dobra, z wyjątkiem Zarębic, Aleksandrowi hr. Schoenaich von Carolath.
Od 1815 r. wieś znalazła się w granicach Królestwa Polskiego. Najokazalszym folwarkiem w XIX wieku w okolicy były właśnie Krasice - wg informacji przekazanych przez Towarzystwo Kredytowe Ziemskie, wraz z nomenklaturą Trząska, Krasice posiadały 2463 morgi ziemi (ornej i ogrodów 594, łąk 98, pastwisk 66, lasu 1655) oraz 25 budynków – 5 murowanych i 20 drewnianych). Współcześnie nie istnieje już wybudowany na przełomie XVIII i XIX wieku dworek, należący do 1884 roku do rodziny Majewskich. Po parcelacji majątku należał on do braci Horowitz, by w 1887 roku wraz z częścią gruntów przejść w ręce Antoniego Ziębacza. Dworek był użytkowany przez tę rodzinę do 1935 roku, kiedy strawił go pożar, po którym go rozebrano.
Wieś Krasice w 1827 roku była najbardziej rozbudowaną osadą - posiadała wówczas 64 domy i 260 mieszkańców , stanowiła własność rządową. W 1885 roku nastąpił gwałtowny wzrost liczby mieszkańców aż do 622 osób, przy czym liczba domów zmniejszyła się do 54.
Za Królestwa Polskiego istniała gmina Krasice. W 1867 Komitet Urządzający zmienił nazwę gminy Krasice na Wancerzów.
28 października 1943 roku żandarmi z Chorzenic pod Kłomnicami napadli na Krasice. Pod zarzutem nieodstawiania kontyngentu zbożowego zatrzymali dziesięciu mieszkańców, których później rozstrzelano pod Aniołowem. Ciała ofiar zostały zakopane w lesie przez przymuszonych siłą do tego Żydów, którzy później także zostali zabici przez żandarmów.
Na kościele wisi tablica upamiętniająca ppor. rez. Wojska Polskiego Stanisława Bajora nauczyciela szkoły w Mstowie rodem z Krasic, zamordowanego przez sowieckich oprawców w Charkowie, w 1940 roku. Tablica powstała w 1999 r. z inicjatywy ówczesnego wojewody częstochowskiego Szymona Giżyńskiego. Z tejże okazji, Stanisław Juchnik (badacz historii Krasic), wykonał życiorys Stanisława Bajora, który urodził się w wielodzietnej, chłopskiej rodzinie. Zdobył wykształcenie pedagogiczne, po czym pracował jako nauczyciel w Janowie i Mstowie. W 1939 rok rozpoczął pracę w Inspektoracie Oświaty Częstochowie. Zmobilizowany do 25 pułku piechoty trafił do sowieckiej niewoli, Jego córka, Barbara Jodłowska, podczas uroczystości wspomniała o swojej matce, która wiele lat spędziła na poszukiwaniach męża. Zaniechała starań dopiero po ujawnieniu listy zamordowanych polskich oficerów w Charkowie, na której to znalazł się właśnie jej mąż.
„Ppor. Stanisław BAJOR, ur. 1912-04-14,Krasice, nauczyciel, 25 pp, zm. 1940, Charków”
Tabliczka upamiętniająca znajduje się pod adresem:

## W Krasicach znajdują się
- Kościół pod wezwaniem Opatrzności Bożej (parafia erygowana w 1957 roku, kościół konsekrowany w 2007 roku)[12]
- Ochotnicza Straż Pożarna (1930 rok)
- Szkoła Podstawowa im. św. Huberta
- Koło Łowieckie „Łoś”
- Klub sportowy Biała Gwiazda Krasice - działający od 2011 roku, który jest kontynuatorem tradycji piłkarskiej LZS-u Krasice oraz klubu o tej samej nazwie istniejącego w latach 2001-04.
- Przez Krasice przebiega szlak rowerowy Zygmunta Krasińskiego.
- W Krasicach znajduje się też symboliczny grób zwany "Grobem Pątników", postawiony 13 lipca 1935 roku. Upamiętnia wymordowanie uczestników pielgrzymki warszawskiej w 1792 roku na odcinku trasy z Woli Mokrzeskiej do Krasic. Zaborcy akcję tę potraktowali jako egzekucję polityczno-wojskową. Zabitych pochowa na miejscu tragedii. Nie ma jednak pewności, czy zbrodni dokonali Prusacy czy Kozacy. Z życiem nie uszedł żaden z pielgrzymów, przez co niemożliwa była identyfikacja sprawców. Nie są znane również liczby zamordowanych. Z biegiem czasu postawiono na miejscu krzyż z napisem "Rok 1792", później wzniesiono pomnik, na którym widnieje napis: "ŚP. Tu spoczywa kompania Warszawska wraz z księdzem wymordowana w 1792 r. Krzyż ten postawiła p. Kazimiera Stępniak z Warszawy jako votum za uzdrowienie z ciężkiej choroby 1935 r." Pole pod pomnik ofiarował Walenty Pryga z Mokrzesza. Jego poświęcenia dokonał paulin z Jasnej Góry - o. Alfons Jędrzejewski. Każdego roku pielgrzymi zatrzymują się na miejscu męczeństwa i modlą się za pomordowanych[13].

## Szkoła podstawowa w Krasicach
Upadek powstania styczniowego walnie przyczynił się do przeprowadzenia znaczących zmian w prawodawstwie Królestwa Polskiego. Jedną z bardziej znaczących ustaw, która podzieliła tereny należące do byłego Królestwa Polskiego na dziesięć szkolnych dyrekcji, była ustawa o Początkowych Szkołach Ludowych. Weszła ona w życie w roku 1864. Częstochowa, wraz z okolicami, znalazła się w obszarze dyrekcji łódzkiej. Po upadku powstania styczniowego Mstów stracił prawa miejskie, istniejąca szkoła została zlikwidowana. Leżące nieopodal wsie, rozpoczęły starania o utworzenie szkół na własnym terenie. Wójt ówczesnej gminy Wancerzów, ustanowił: "we wsi Krasice nauczycielem Fortunata Kaszubskiego i osobną szkołę, aby dzieci nie umiejące nic nauczyły się choćby poznawać litery". Edukacja miała trwać jedynie rok. Szkoła mieściła się w miejscowym dworze. Mieszkańcy nie poparli idei zbudowania osobnego budynku przeznaczonego dla placówki edukacyjnej.
Przed pierwszą wojną światową wybudowano budynek szkolny na jednomorgowej działce pomiędzy zagrodami Orlikowskiego i Zroślaka (prawdopodobnie ok. 1905 roku, kiedy kończą się informacje na temat wynajmu poprzedniego budynku). Ten budynek zawalił się w 1918 roku w czasie żniw. Wg mieszkańców "drewno zostało zjedzone przez grzyb, ponieważ do jego użyto źle wysuszonego drewna".
Funkcjonowało to w tenże sposób aż do 1921 roku, gdy powstał Społeczny Komitet Budowy Szkoły, z inicjatywy ówczesnego sołtysa Krasic, pana Kaloty. Mieszkańcy wsi przekazali 5 mórg ziemi (1 mórg, 1 morga = zależnie od jakości gleby, zaprzęgu i narzędzi w Europie 0,33-1,07 hektara), budulec i zgodzili się pomóc w budowie. Swój wkład wniosły też władze oświatowe powiatu. Na początku drugiej połowy 1923 roku, powstał nareszcie budynek, na którego otwarcie przybył inspektor powiatowej oświaty, twórca pierwszego gimnazjum w Częstochowie, Walerian Kuropatwiński. W latach 1921-25, szkołą kierował Stefan Paładejczyk. Później był nim także m.in. Bronisław Łęski. Szkoła była dwuklasowa, z zamierzeniem wprowadzenia jeszcze dodatkowych dwóch lat nauki w przyszłości. Placówka funkcjonowała tak aż do 1939 roku, czyli do wybuchu II wojny światowej. Działanie szkoły nie zostało przerwane, lecz jedynie zdezorganizowane. Po zakończeniu działań zbrojnych, szkoła liczyła już siedem klas.
W 1963 roku podjęto decyzję o budowie boiska szkolnego, ogrodzeniu go, położeniu chodnika wokół szkoły, utworzeniu ogródka jordanowskiego i szatni, co wykonano tego samego roku.  W 1965 roku podjęto decyzję o budowie obok szkoły domu nauczycielskiego w czynie społecznym mieszkańców miejscowości. Jego budowę ukończono w 24 czerwca 1971 roku.

## Parafia rzymskokatolicka pod wezwaniem Opatrzności Bożej
Parafia powstała w 1957 roku. Została erygowana przez biskupa częstochowskiego Zdzisława Golińskiego. Wcześniej parafianie należeli do parafii we Mstowie.